# 에도아르도 디 사보이아 백작
에도아르도 디 사보이아(이탈리아어: Edoardo di Savoia, 1284년 - 1329년)는 자유백(il Liberale)이라는 별명을 지녔던 1323년부터 1329년까지의 사보이아 백작이다. 그는 아메데오 5세와 그의 첫째 부인 시빌 드 보제 사이에 태어났다.
에도아르도는 보제에서 태어났다. 그는 부르고뉴 공작 로베르 2세와 아녜스 드 프랑스의 딸인 블랑슈 드 부르고뉴와 혼인했다. 그들은 딸 조반나를 가졌고, 그녀는 브르타뉴 공작 장 3세 드 브르타뉴와 혼인했다.

사보이아 백작의 문장.

1325년에 에도아르도는 바레 성을 포위하던 도중 기그 8세 드 비엔누아와 아메데오 3세 디 지네르바의 공격을 받았다. 기그는 전투에서 승리했고 에도아르도는 간신히 탈출하였다.
1327년 모리엔 지역이 영주 주교에 맞서 반란이 일어났다. 주교는 그에게 도움을 요청했고, 에도아르도는 승락하여 모리엔 교구 지역에 대한 행정 소유권을 얻기로 하고 도움을 주었다. 주교도 동의하였고, 반란은 진압되었다. 같은해 시옹의 주교가 피에트로 2세 디 사보이아 시절부터 내려오던 관습인 에도아르도에게 경의를 표하는 것을 거부했다. 그때부터 주교와 백작은 모르주 다리에서 서로에게 경의를 표했다.
1328년 그는 샹베리의 성 뜰에 신선한 물을 바로 공급하는 목제 송수로를 건설했다. 1329년 그는 예상밖에 죽음을 맞이했고, 백국은 그의 형제 아이모네에게 계승됐다.

## 참고 자료
- Cox, Eugene L. (1967). 《The Green Count of Savoy》. Princeton, New Jersey: Princeton University Press. LCCN 67-11030.

| 전임 아메데오 5세 | 사보이아 백작 1323년 - 1329년 | 후임 아이모네 |